# アンドリー・ディカン
アンドリー・オレクサンドロヴィチ・ディカン（ウクライナ語: Андрій Олександрович Дикань, ロシア語: Андрей Александрович Дикань, ラテン文字: Andriy Oleksandrovich Dykan, 1977年7月16日 - ）は、ウクライナ・ハルキウ出身の元同国代表サッカー選手。現役時代のポジションはGK。

## 経歴

### クラブ
1977年にハルキウで生まれた。1996年からウクライナ・ファーストリーグ（2部）などでプレーし、1999年にロシア・セカンドディビジョン（実質3部）に所属していたFCSKA-エネルギア・ハバロフスクへ移籍した。正GKとして活躍していた2001年、ロシアの強豪のFCロコモティフ・モスクワからオファーを受けたが、ハバロフスクに留まる事を選択した。2001年にはロシア・セカンドディビジョンにて6ゴールを挙げた。2002年、ロシア・ファーストディビジョン（実質2部）の開幕戦ではPKを外し試合は1-0で敗れた。SKA-エネルギア・ハバロフスクでは計9ゴールを挙げた。
2004年、FCクバン・クラスノダールへ移籍。初年度こそ準レギュラーだったが、1年後にはレギュラーを獲得した。2007年、クバンにウラジミール・ガブロフが加入したために出場機会が減り、2008年1月、ウクライナ・プレミアリーグ（1部）に所属するSCタフリヤ・シンフェロポリへ移籍した。
2009年1月、タフリヤとの契約が切れ、ロシアのFCテレク・グロズヌイに移籍。2010年シーズン、テレクでの活躍がロシアの強豪FCスパルタク・モスクワの関心を引き、同年8月26日、スパルタクで出場機会を失っていたソスラン・ジャナエフとのトレードにより、スパルタク・モスクワへ移籍した。移籍後、間もなくして行われたUEFAチャンピオンズリーグでは、正GKとして出場した。第一試合の相手はフランスの強豪オリンピック・マルセイユ。試合序盤から押し込まれる展開が続いたが、好セーブを連発し、ゴールを死守。後半36分、相手側のセサル・アスピリクエタがオウンゴールをして1-0となり、オリンピック・マルセイユのさらなる猛攻が続いたが、これを悉く跳ね返し、スパルタクの勝利に貢献をした。
その後、スパルタクはグループリーグを3位で終えUEFAヨーロッパリーグへ周った。
ベスト8進出をかけたアヤックス・アムステルダムとの戦いではホーム・アンド・アウェーの両方で無失点に抑え、クラブのベスト8進出に貢献をした。
2016年5月21日、シーズン限りで現役を引退することを表明した。

### 代表
2010年6月2日、ノルウェー代表との親善試合でウクライナ代表デビューした。

## 人物
ディカンは既婚者であり、2人の子供がいる。

## 所属クラブ
- FCアヴァンハルト・ロヴェンキ 1996-1998
- FCシャフタール・マキイウカ 1999
- FCSKA-エネルギア・ハバロフスク 1999-2003
- FCクバン・クラスノダール 2004-2007
- SCタフリヤ・シンフェロポリ 2007-2008
- FCテレク・グロズヌイ 2009-2010
- FCスパルタク・モスクワ 2010-2014
- FCクラスノダール 2014-2016

## タイトル

### クラブ
スパルタク・モスクワ
- コパ・デル・ソル : 2012

### 個人
- ロシア・ファーストディビジョン最優秀ゴールキーパー : 2005